# Josef Kurz (Politiker)
Josef Kurz (* 4. August 1841 in Oberbergla (Gemeinde Laßnitz, heute in der Gemeinde Frauental an der Laßnitz); † 30. März 1919 in Ettendorf (heute Ettendorf bei Stainz)) war Landwirt und Abgeordneter zum Österreichischen Abgeordnetenhaus.

## Leben
Josef Kurz war Sohn des gleichnamigen Kleinlandwirts und Messingschmieds Josef Kurz. Er wurde Landwirt (vulgo Fuchs) in Ettendorf.
Er war von 1881 bis 1908 Mitglied im steiermärkischen Landtag (V., VI., VII., VIII. und IX. Wahlperiode), Kurie Landgemeinden, Wahlbezirk Stainz. Er war ab 1880 auch im Gemeindeausschuss und von 1880 bis 1882 Bürgermeister von Ettendorf.
Er war römisch-katholisch und ab 1877 verheiratet mit Cäcilia Käfer († 1914), mit der er sieben Töchter und fünf Söhne hatte, wobei eine Tochter und zwei Söhne jung verstorben sind. Ein Sohn starb 1913.

## Politische Funktionen
Josef Kurz war vom 27. März 1897 bis zum 7. September 1900 Abgeordneter des Abgeordnetenhauses im Reichsrat (IX. Legislaturperiode) und vertrat dort für das Kronland Steiermark die Kurie allgemeine Wählerklasse 3 (Feldbach, Fehring, Fürstenfeld, Kirchbach, Gleisdorf, Radkersburg, Mureck, Leibnitz, Arnfels, Deutschlandsberg, Eibiswald, Stainz, Mahrenberg, Marburg rechtes Drauufer, Marburg linkes Drauufer, Windisch-Feistritz).

## Klubmitgliedschaften
Josef Kurz war Mitglied im Klub der Katholischen Volkspartei.